# Little tears of love
Little tears of love is een ep van Toyah. Na het The acoustic album dat in wezen toch al een verzamelalbum is, werd het stil in de muzikale loopbaan van Toyah. Echter op het gebied van toneel ging haar carrière verder met rollen in Much ado about nothing en Midzomernachtsdroom. Voor speelde rollen in pantomimeversies van Peter Pan en Aladin en de wonderlamp. In 2000 verscheen haar autobiografie tot dan Living out loud. In januari 2002 wilde ze kennelijk de draad qua muziek weer oppakken en konden fans bij Toyah exemplaren bestellen van een ep met vier tracks, waarop Toyah met vier nieuwe musici speelt. De ep werd in een oplage van 1000 stuks handgenummerd verspreid en werd voorzien van een handtekening van en door Toyah. De muziek leek een teruggang naar het begin van haar zangkunsten, meer richting punk en new wave.

## Musici
- Toyah – zang
- Tim Elsenburg – gitaar, achtergrondzang
- Anthony Bishop – basgitaar, achtergrondzang
- Jon Cotton – toetsinstrumenten
- Alistair Hamer – drums

## Muziek
Alle door Willcox/Elsenburg, behalve track vier, Elsenburg alleen

| Nr. | Titel                | Duur |
| --- | -------------------- | ---- |
| 1.  | Little tears of love |      |
| 2.  | Mother               |      |
| 3.  | You’re a miracle     |      |
| 4.  | Experience           |      |